# Siciloniscus tulliae
Siciloniscus tulliae là một loài chân đều trong họ Trichoniscidae. Loài này được Caruso miêu tả khoa học năm 1982.